# Gerardus Majellakerk (Emmen)
De Gerardus Majellakerk is een katholiek kerkgebouw in Barger-Oosterveld, dat oorspronkelijk een zelfstandig dorp was maar tegenwoordig als wijk deel uitmaakt van de plaats Emmen. De kerk werd gebouwd in 1906 naar een ontwerp van de Amersfoortse architect H. Kroes. Het gebouw, de eerste kerk in Nederland die vernoemd was naar Gerardus Majella, werd in 1922 uitgebreid naar een ontwerp van Jos Cuypers.
In de kerk staat een 1,85 m hoog, houten beeld van Gerardus Majella van Wim Haver. Haver maakte het beeld in het jaar van zijn overlijden voor de Heilig Hartkerk in Groningen, waar het tot de sluiting van die kerk, in 1993, stond.
Het meest opvallend aan de kerk zijn de muurschilderingen van Jacob Ydema, aangebracht in 1938 en 1939. Tussen de grote bogen in het schip van de kerk zijn afbeeldingen aangebracht die verwijzen naar het verbond tussen de mens en zijn schepper. Het verbond van het Oude Testament bijvoorbeeld door een afbeelding van de manna-regen in de woestijn en het offer van Melchisedek; het verbond van het Nieuwe Testament door een afbeelding van het Laatste Avondmaal en de kruisiging van Jezus. Ten weerszijden van het orgel zijn ongebruikelijke composities aangebracht: rechts een meer dan levensgrote afbeelding van de dood met een enorme zeis, die een groep zondaars te lijf gaat. Tussen deze zondaars zijn symbolen van de hoofdzonden te zien, zoals luiheid, vraatzucht en ijdelheid. Links van het orgel is Christus afgebeeld, ook met een grote zeis, met onder zijn voeten een groep zielen in de hemel. De schilderingen tonen de typische persoonlijke stijl van Ydema, die wordt gekenschetst door een sterke lijnvoering en elegante vormen. Stilistisch sluit het werk aan bij de kerkschilderingen van tijdgenoten, die een expressionistische stijl hanteren met eclectische elementen. In de schilderingen in Barger-Oosterveld is dat onder meer terug te zien in de architectonische elementen in de voorstellingen die zijn geïnspireerd door middeleeuwse miniaturen.
Ook in de zijbeuken waren schilderingen aangebracht, maar die zijn in 1972 verloren gegaan doordat de ondergrond was aangetast door vocht.
In 1998 werd het gebouw, mede vanwege het interieur en de muurschilderingen, geregistreerd als rijksmonument.

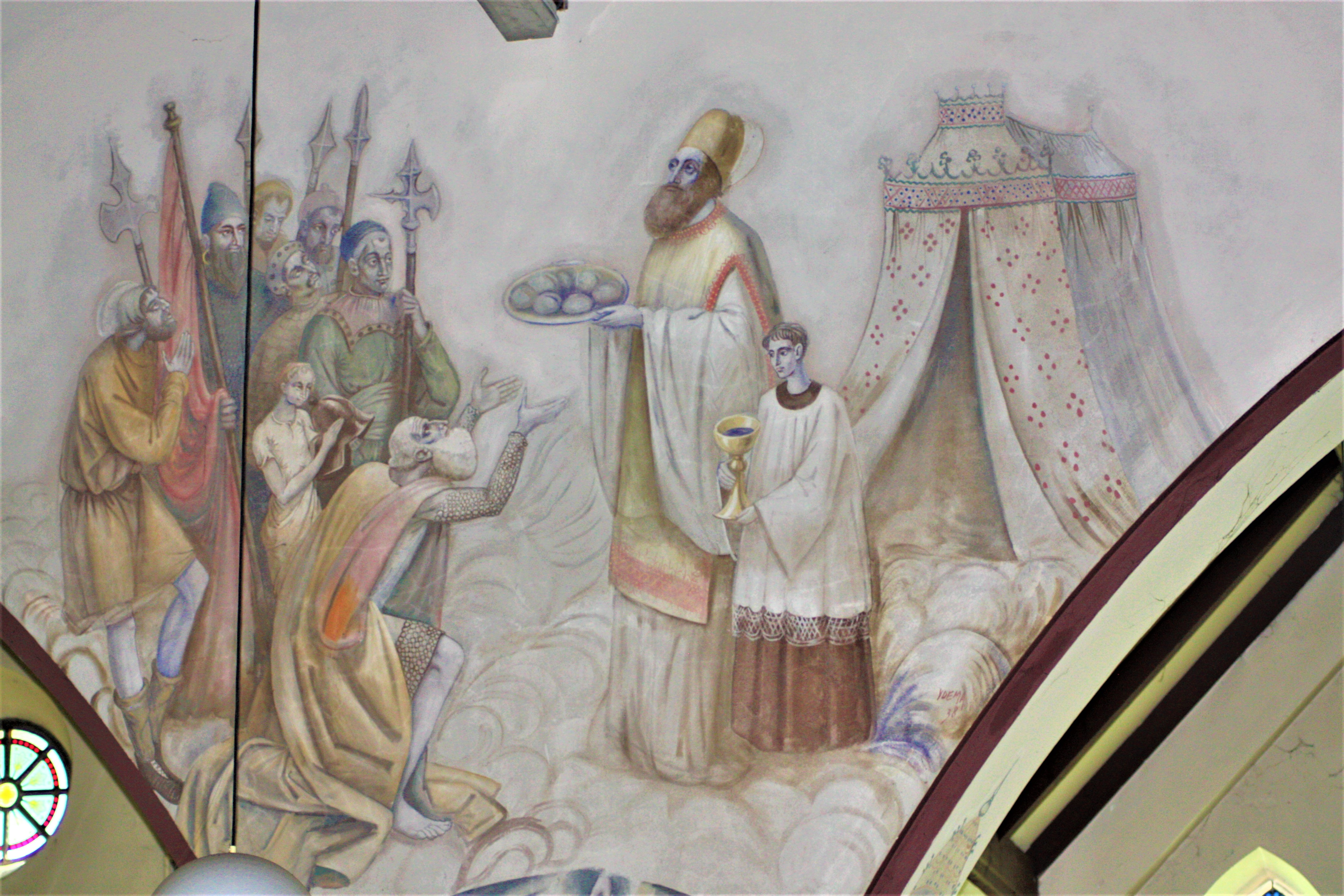
Het offer van Melchisedek
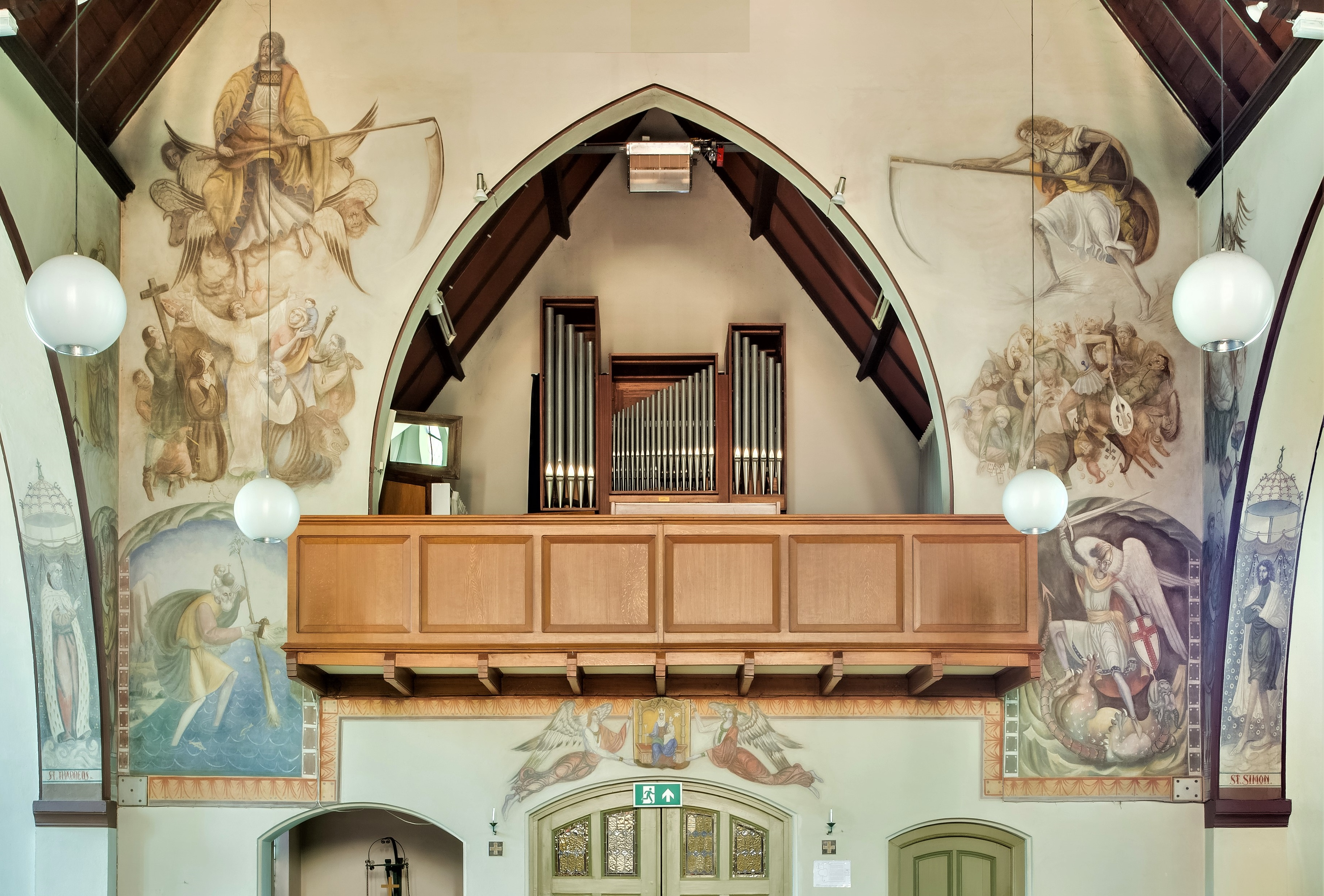
Westzijde van de kerk met o.a. het Laatste Oordeel
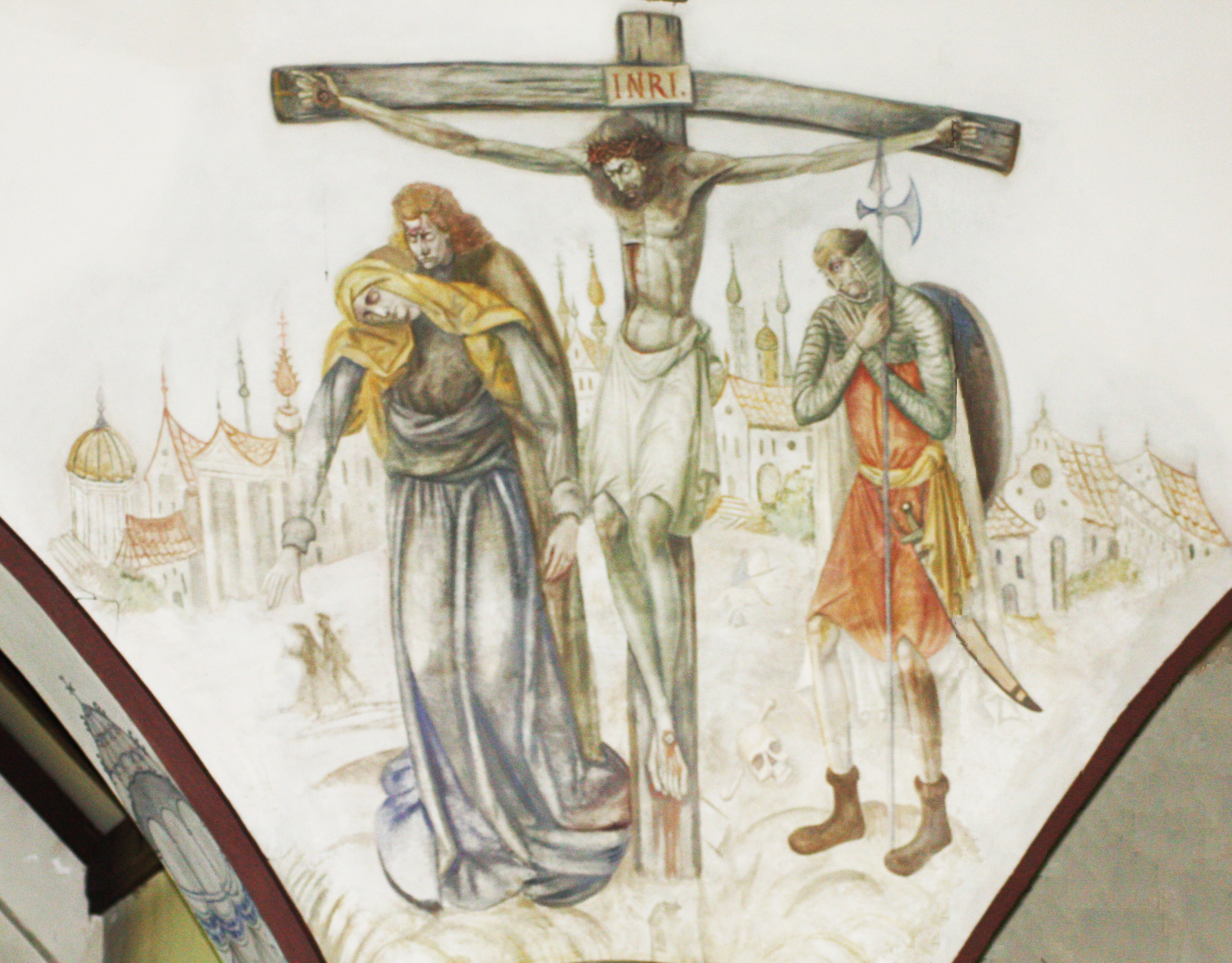
Kruisiging van Jesus met Johannes, Maria en de goede Romeinse soldaat
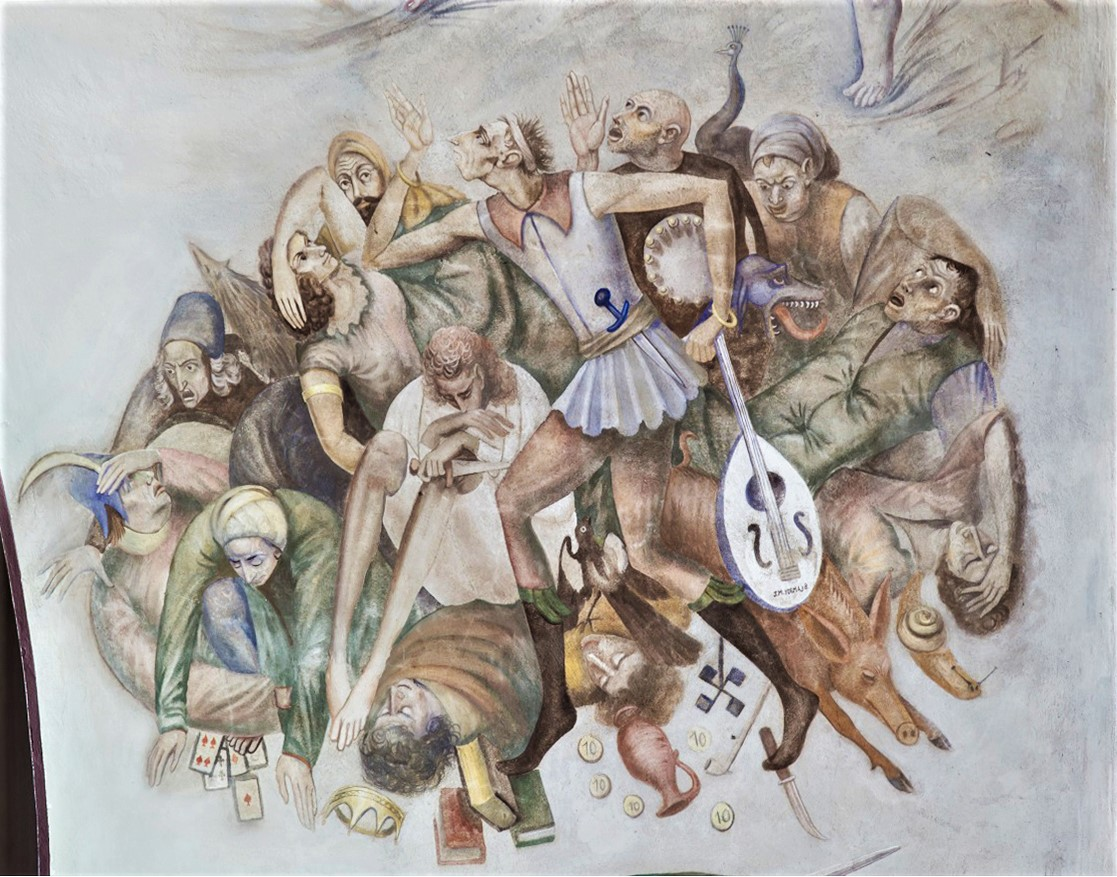
Een groep zondaars met verwijzingen naar de hoofdzonden
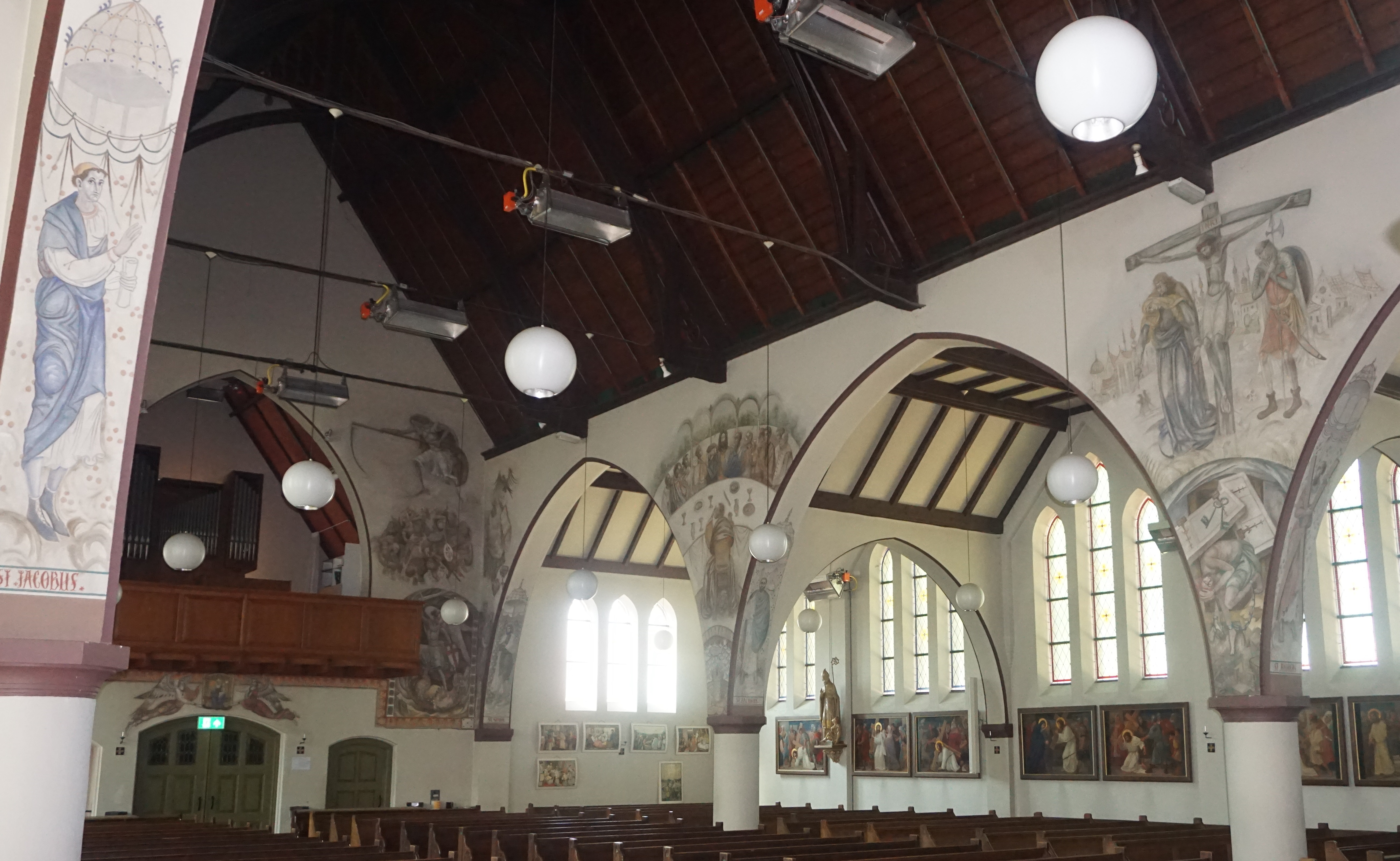
Schip van de kerk, met afbeelding van Laatste Avondmaal en Kruisiging